# 손수건

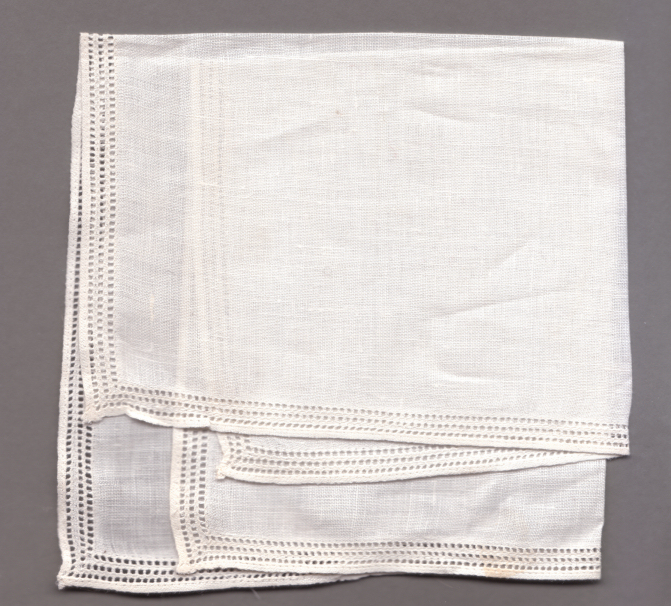
리넨 손수건

손수건(–手巾)은 보통 주머니 등에 넣고 다니면서 사용하는 천조각을 말한다.

## 기원
문화사적인 기원으로 보아, 외국에서 먼저 발생한 손수건 문화가 우리나라에 들어왔을  것으로 판단 되며, 명칭의 사용은 손수건(handkerchief)보다 스카프(kerchief)가 먼저 사용되었다. 이 명칭은 "덮는 것을 의미"하는 "couvrir", "머리"를 의미하는 "chef" 두 개의 프랑스어 낱말에서 비롯되었다

## 같이 보기
- 냅킨
- 행커치프 코드